# Шлих
Шлих (нем. Schlich) — концентрат тяжёлых минералов, которые остаются после промывки в воде природных рыхлых отложений или специально раздробленных для шлихования горных пород. В состав шлиха входят зёрна минералов с плотностью более 3000 кг/м³, устойчивых к физическому и химическому выветриванию.
Извлечение шлиха находится в основе одного из древнейших методов поисков и разведки коренных и россыпных полезных ископаемых (шлиховой метод): алмазов, золота, платины, олова, вольфрама, ртути, титана, циркония, тантала и ниобия, некоторых абразивов (корунда, гранатов), флюорита, барита и др.
В зависимости от целей геологических работ и способов промывки рыхлую породу отмывают либо до так называемого серого шлиха, в котором остаются относительно лёгкие минералы, либо до чёрного (конечная стадия промывки), содержащего зерна минералов с большим удельным весом. Окончательная промывка (так называемая доводка) шлиха осуществляется в специальных шлиховых лотках различной конструкции. Следующий этап работы со шлиховым остатком (навеской) — аналитический и выполняется, в основном, в камеральных условиях.

## Шлиховой метод поисков и разведки коренных и россыпных полезных ископаемых
Отбор и маршрутная промывка шлихов производится почти на всех стадиях полевых геологических исследований. Его конечная цель — анализ данных о минералогическом составе шлихов, полученных при проведении специализированных исследований и планомерной шлиховой съёмки, сопровождающей геологосъёмочные и поисковые работы различных масштабов.
Основные задачи, решаемые с помощью шлихового метода:
- прямые поиски россыпей и их коренных источников по шлиховым ореолам полезных минералов (самородное золото, платина, касситерит, вольфрамит и т. д.);
- прогнозная оценка площадей по ореолам минералов-спутников;
- и, наконец, решение общегеологических задач — расчленение и корреляция удалённых друг от друга осадочных толщ и горизонтов, определение литосборных бассейнов, величин эрозионных врезов, палеогеографические реконструкции и т. п.

Шлиховой метод считается некоторыми наиболее дешёвым и простым в поисковой геологии. Однако имеются и существенно иные мнения о его простоте и лёгкости (см. фото). Шлиховой метод можно считать одним из древнейших методов поисков золота, методом, которым в незапамятные времена пользовались люди, имевшие силу воли, мощную интуицию, но часто даже не умевшие ни читать, ни писать. Во времена так называемой золотой лихорадки и в Сибири, и на Аляске, и в Калифорнии крупнейшие месторождения россыпного золота были открыты способом отмывки до фракции шлиха рыхлых или раздробленных горных пород только лишь с помощью промывочных лотков, кайла, лопаты, таза-буторы, интуиции, физической силы, упорства и личной храбрости старателя.
Шлиховой метод применяется для поисков и разведки неглубоко залегающих россыпей ценного компонента. Метод, в общем, включает в себя несколько этапов:
- отбор проб для дальнейшей промывки
- обработка проб до стадии шлиха
- и минералогический анализ последнего (шлиховой анализ)[1].

### Отбор шлиховых проб
Отбор проб на шлиховой анализ производится из рыхлых поверхностных отложений практически любого генезиса, а также — из керна или шлама неглубоких буровых скважин по рыхлым породам. Наиболее тщательно опробуются аллювий и прибрежно-морские отложения. По ним, как правило, вручную, проходится горная выработка (шурф, канава, закопушка (неглубокий шурф, до 1 м) или скважина малого диаметра с помощью ручного бура). Особенно благоприятны для изучения и отбора проб естественные обнажения, которые зачищаются кайлом, лопатой и ножом. Из этих и других подобных подготовленных расчисток отбирается разрыхлённая горная порода в специальные пробные мешочки фиксированного объёма, изготовленные из хлопчатобумажной ткани, как правило — из тонкого брезента.
|  | Золотосодержащий керн по коре выветривания химического типа мел-палеогенового возраста по известнякам, полученный с помощью ручного бура при маршрутных поисках золота. Этот материал также будет промываться в шлиховых лотках. Август 2008. Здесь, и далее в фотогалерее, исключая снимок с самородком, участок водораздельных пенепленов Телецкого озера. |  | Проходка канав при геолого-поисковых работах на россыпное золото для отбора горной породы для промывки. Август 2009, Горный Алтай. |
|  | Грубая промывка горной породы на примитивных промывочных приборах. Подготовка породы к собственно шлихованию, удаление самых крупных обломков в отвалы. Август 2009, Горный Алтай. |  | Подготовка извлечённой из канавы горной породы для первичной промывки на промприборах. Август 2009, Горный Алтай.                  |
|  | Промывка шлама производится круглосуточно. Август 2009. Горный Алтай. |  | Доводка шлихов на горном ручье в лотках. Август, 2009, Горный Алтай.                                                               |
|  | Россыпное слабоокатанное золото в тяжёлом (чёрном) шлихе в шлиховом лотке. Чёрная масса — песчаная фракция тяжёлых минералов — в первую очередь — магнетита. Август, 2009, Горный Алтай. |  | Хорошо окатанный самородок золота из россыпи. Аляска, США. Вес — 63,6 г, размеры — 4,5 × 3 × 0,6 см.                               |

Утром промывальщик Куценко прежде всего осмотрел окрестности своей ночевки. В километре от места, где он провел ночь, долго разглядывал маленький ручей, стекавший со склона сопки в реку. Вернулся за грузом, перенёс его к устью ручья и натянул палатку. Натянул её под сухим обрывом по всем правилам и даже провел вокруг водоотводную канавку. Затем вынул из рюкзака небольшой топор, на лезвие которого была насажена пятка галоши, потрогал острие и принялся за доски. Через час у Куценко было готово как бы корыто без торцовых стенок. На днище корыта через десять сантиметров наколотил узкие поперечные планки. Все это сооружение он отнёс к устью ручья. Выбрав участок с хорошей травой, Куценко принялся нарезать дёрн. Он резал его квадратными кусками и складывал в стопку. Потом приспособил кусок доски в качестве импровизированной спинной подставки и перенёс дёрн к ручью. Затем прокопал водоотводную канавку так, чтобы она попадала на край обрыва, где стояла палатка, и запрудил дёрном ручей. Вода потекла по канаве и точно с обрыва падала на проходнушку (так на старательском языке называется простейший промывочный прибор), которую смастерил утром. Проверив сооружение, Куценко немного ослабил напор воды, для чего слегка приоткрыл запруду…
… Надев рюкзак, Куценко осмотрел палатку, лагерь, как бы запоминая приметы, взял лопатку и пошел вверх по реке. Первую партию песка он набрал в рюкзак с косы, напротив островка, где рвал лук. Отнёс его к деревянному корыту, высыпал и, не останавливаясь, пошел за новой порцией. Эту работу он продолжал до темноты. Следующий день Куценко был занят тем, что лопатой швырял в проходнушку принесенный им грунт. Вода подхватывала его и уносила в реку. Ему дважды пришлось отгребать намытую у конца проходнушки груду. Когда песок кончился, он отвел воду и обычной ложкой собрал темно-серый остаток, накопившийся у деревянных планок, осторожно промыл остаток в лотке. То, что сохранилось на дне лотка, его не обрадовало. Среди темной массы магнетита кое-где просвечивали отдельные блестки золота и ещё была мелкая, почти пылевидная масса — грамм пятнадцать, так определил он на вид. В конце дня Куценко снова носил грунт, но уже не мыл его на косе, а брал его с бортов долины и дважды заходил в реку, выискивая сланцевые щетки, которые сами по себе действовали как неплохой промывочный агрегат… Так длилось день за днём. Куценко все дальше уходил от своей палатки.Олег Куваев. Территория, с. 45-46.

Отбор проб из аллювия речных долин производится на участках, наиболее благоприятных для накопления тяжёлых минералов — на косах, порогах, ниже изгибов рек и т. д. Расстояние между точками отбора определяется масштабом геологических работ. При масштабе 1 : 200 000 (геологическая съёмка) это расстояние равно 2 км и меньше в зависимости от геоморфологической ситуации; при крупномасштабной съёмке в 1 : 50 000 этот интервал составляет менее 500 м. При детальных работах, при геологических поисках и разведке, сеть шлихового опробования сгущается ещё более на территории выявленного при геологической съёмке перспективного ареала. При полевых работах любого масштаба желательно шлиховать все отмеченные по ходу геологического маршрута обнажения рыхлых горных пород, особенно — в труднопроходимых, сильно залесённых горных районах. Поэтому шлиховой лоток в маршрутах всегда носят с собой
В современной геологии шлиховые пробы, объёмом в среднем около 0,02 м³, промываются в лотках различных конструкций, в ковшах, на вашгердах, с помощью винтовых сепараторов или на концентрационных столах. Для облегчения диагностики минералов в шлихе полученная после промывки навеска предварительно разделяется на фракции. Магнитная фракция отбирается обычным магнитом. Она может содержать в шлихе магнетит, титаномагнетит и пирротин. С помощью электромагнита выделяют электромагнитную фракцию: ильменит, гематит, лимонит, хромшпинелиды, вольфрамит, колумбит, танталит, пирохлор, перовскит, сфен, ксенотим, монацит, гранаты, пироксены, амфиболы, оливин. Тяжёлая фракция выделяется в так называемых тяжёлых жидкостях. К этой фракции относятся алмазы, золото, платина, серебро, шеелит, касситерит, циркон, сульфиды, киноварь, корунд, рутил, барит, флюорит, топаз, андалузит, кианит, силлиманит и анатаз. В лёгкую фракцию входят кварц, берилл и полевые шпаты.

### Протолочно-шлиховой метод
Этот метод основан на получении шлиха способом промывки раздробленной и измельчённой породы до размеров 1—2 мм. Метод применяется для экспресс-анализа золотоносных кварцевых жил, редкометальных пегматитов и для определения акцессорных минералов в горных породах.

### Шлиховой анализ
Шлиховой анализ заключается в определении и описании минералов по фракциям. Он производится, как правило, в камеральных условиях, с помощью бинокулярной лупы (бинокулярного микроскопа), хотя иногда первичное макрообследование особо интересных с точки зрения ценных компонентов шлихов производится и непосредственно в полевых условиях. В лабораториях отдельные фракции подвергаются количественному спектральному и другим видам анализов. Итоговым документом шлиховых работ является карта шлихового опробования с объяснительной запиской, в которой излагаются все результаты как полевых, так и камеральных аналитических исследований. По карте же выявляются перспективные площади для крупномасштабных поисков, разведки или эксплуатации коренных или россыпных месторождений.
Определение состава и содержания химических элементов в отдельных фракциях и минералах в шлихе существенно расширяет прогнозные возможности шлихового метода. Например, установление спектрохимическим способом содержания золота в пирите или псевдоморфозах лимонита по пириту даёт возможность прогнозировать перспективные участки для поисков месторождений золота. Дополнительную важную генетическую и поисковую информацию получают на основе изучения кристаллографических форм отдельных минералов, их двойников и сростков. При оценке же перспектив закрытых районов (например, при большой залесённости или заболоченности) шлихи изучаются из керна и шлама поисковых скважин.